# ابوتراب (صالح‌آباد)
ابوتراب روستایی در دهستان جنت آباد بخش صالح‌آباد شهرستان تربت جام استان خراسان رضوی ایران است.

## جمعیت
بر پایه سرشماری عمومی نفوس و مسکن در سال ۱۳۹۵ جمعیت این روستا ۴۱ نفر (در ۱۵ خانوار) بوده است.